# Roberto Marcolongo
Pour les articles homonymes, voir Marcolongo.
Roberto Marcolongo, né à Rome le 28 août 1862 et mort dans cette même ville le 16 mai 1943, est un mathématicien et physicien italien, connu pour ses recherches en mécanique et dans histoire de la physique. Il est l’auteur de travaux sur la statistique et sur la dynamique.

## Biographie
Roberto Marcolongo reçut un diplôme à Rome en 1886 et par la suite fut l’assistant de N. Cerruti. En 1895, il devient professeur de mécanique rationnelle à l’université de Messine.
En 1906, il écrit un des premiers travaux où l’on exploite la 4e dimension. En 1908, il est transféré à l’université de Naples où il reste jusqu’à sa retraite en 1935.
En 1921, il publie un des premiers essais dans le monde de la relativité restreinte et générale où il exploite le calcul différentiel absolu sans coordonnées, développées avec Cesare Burali-Forti, et le calcul différentiel absolu avec les coordonnées de Tullio Levi-Civita et Gregorio Ricci-Curbastro.
Il est accueilli dans l’Académie des Lyncéens et dans d’autres académies italiennes.